# プラハ - プルゼニ線
プラハ - プルゼニ線（チェコ語: Železniční trať Praha–Plzeň）は、チェコ国鉄の鉄道線の名称である。路線番号は、ベロウン以西が170、ベロウン以東が171。
プラハ - プルゼニ間は、1862年にチェコ西部鉄道によって開業した。チェコ西部とプラハを結ぶ幹線としての役割を担っている。プルゼニ - クラトヴィ間は、1876年から1877年にかけて、プルゼニ・ブルジェズノ・ホムトフ鉄道によって開業した。なお本頁では、プルゼニ - クラトヴィ - ジェレズナー・ルダ線の一部として扱われている、プルゼニ - クラトヴィ間についても取り扱う。なお、2019年以前は、プルゼニ以南が183号線として案内されていた。

## 歴史

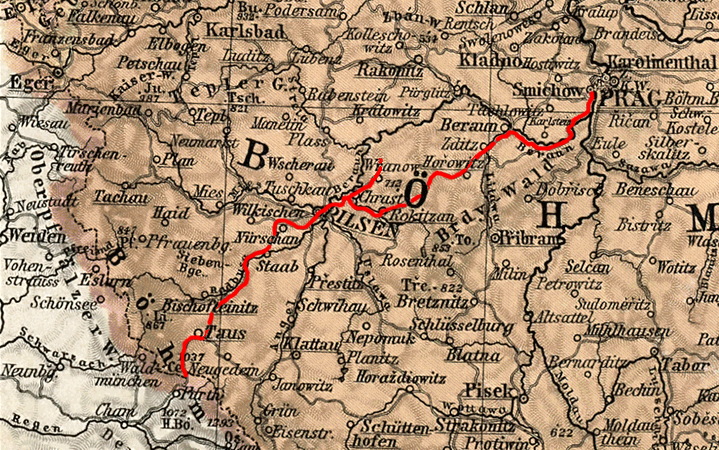
ボヘミア西部鉄道の路線

プラハ - プルゼニ線は1862年7月14日ボヘミア西部鉄道（k.k. priv. Böhmischen Westbahn, BWB）により、プラハとバイエルン王国の境界線を結ぶ幹線鉄道の一部でとして開通された。1872年プラハ中央駅 - 西駅（現在プラハ・スミーホヴ駅）区間の連絡線が開業された。ボヘミア西部鉄道は1884年国有化され、この路線は他のBWB路線と同じくオーストリア帝国鉄道に属することとなった。1911年から二番目の線路設置工事はプラハ - プルゼニ区間で進行された。第一次世界大戦の終戦後、この路線は新生のチェコスロバキア国営鉄道に編入された。
1962年プラハ市内鉄道の直流電圧は1500 Vから3000 Vに上がって、1973年までスミーホヴ - ベロウン区間は通勤列車の通行のために直流3000 Vで電化された。残りの区間の電化作業は1980年代に現代的な25000 Vの交流システムで拡張されて、ベロウンでは直流と交流との切り替え設備（Systemtrennstelle）が必要であった。この路線の電化は1987年6月に完了した。
チェコスロバキアの開放と政治的な変革によってこの路線の重要度はボヘミアとバイエルンの間に再び高まった。
欧州横断鉄道網の中でこの路線はチェコの「第三鉄道回廊」の一部となった。2008年から2011年まで線路や施設物の改修がベロウン - ズビロー区間で行われ、走行速度は車体傾斜式列車の場合160 km/hまで向上された。
2018年12月エイポヴィツェトンネルは五年間の工事の末で完工された。それで長距離列車の運行時間は約8分ずつ減少した。2019年11月チェコ交通省はプラハ・スミーホヴ - ベロウン区間の高速線トンネルの建設計画を承認した。

## 運行形態

### 超特急「ユーロシティ(EC)」
下記インターシティ(IC)と合わせて1時間に1本の運行となっている。かつては列車毎に様々な愛称名がついていたが、2017年末より統一された。
- バヴォルスキー・エクスプレス号：プラハ - プルゼニ - ミュンヘン
2時間に1本運行されている。プルゼニ以西は180号線に直通し、ドイツとの国境を越える。ドイツ国内では、アリヴァ・レンダーバーン・エクスプレス（ALEX）として運行される。なお、車内Wi-fi完備、手回り品持ち込み目的での自転車用スペース利用可能（要予約）、ワゴンサービスあり（1往復を除く）である。
過去の運行形態
2014年以前は、エクスプレス(Ex)の種別であった。4時間に1本、一日4往復しか運行していなかった他、スミーホフ、ベロウン、ホルジョヴィツェ、ロキツァニにも停車していた。
2014年末より、スミーホフ - プルゼニ間ノンストップとなった。同じ停車駅ながら車内サービス別に種別が分かれ、ユーロシティ(EC)、エクスプレス(Ex)の2種別が2往復ずつ運行する様になった。ユーロシティ(EC)は、ビストロ車両・子供用スペース・女性用スペースが用意されていた。エクスプレス(Ex)は、当時車内Wi-fiが利用不可であった他、手回り品持ち込み目的での自転車用スペース利用ができなかった。
2017年末に、列車種別がエクスプレス(Ex)に再び統一された。この時に、愛称名が「ザーパドニー・エクスプレス（西部特急）」となった。
2021年末に、ユーロシティ(EC)に格上げされた。
2024年度より、愛称名が「バヴォルスキー・エクスプレス」に変更となった。
2025年度より、スミーホフを経由しないルートとなった。

### 超特急「インターシティ(IC)」
下記2系統が運行されていて、上記ユーロシティ(EC)と合わせて1時間に1本の運行となっている。かつては列車毎に様々な愛称名がついていたが、2017年末に「ザーパドニー・エクスプレス（西部特急）」に統一された。
- ペンドリーノ号：　オストラヴァ - プラハ - ベロウン - プルゼニ - ヘブ
- オストラヴァン号：　ボフミーン - プラハ - ベロウン - プルゼニ - フランチシコヴィ・ラーズニェ
2往復が運行されている。ベロウン以東は171号線・010号線に直通し、010号線ではスーパーシティ(SC)として運行されている。プルゼニ以西は178号線に直通する。
2017年以前は、170号線内もスーパーシティ(SC)として運行していた。2023年度以前は、2往復ともペンドリーノ号として運行していた。2024年度以前はスミーホフにも停車していた。

- ザーパドニー・エクスプレス号：プラハ - プルゼニ - ヘブ
ペンドリーノ号と合わせて、2時間に1本運行されている。プルゼニ以西は178号線に直通する。ワゴンサービス、子供用スペース・映画、女性用スペースがあり、手回り品持ち込み目的での自転車用スペース利用可能（要予約）。一日1.5往復のみ、ホルジョヴィツェとロキツァニにも停車し、うち1往復はスミーホフにも停車する。
過去の運行形態
2014年以前は、普通のリフリーク(R)として運行していて、プルゼニ以東の停車駅もリフリーク相当であった（ただしカルジェズは通過）。超特急(SC)の運行される時間帯はプラハ～プルゼニ間の運行で、プルゼニ～ヘブ間は超特急と合わせて2時間間隔での運行となっていた。また、スミーホフに停車し、プルゼニ南郊外駅を通過していた。
2014年末に、特別リフリーク(Rx)に種別変更され、プルゼニ南郊外駅への停車を開始。
2017年末に、エクスプレス(Ex)に格上げとなり、全列車プラハ・スミーホフ - プルゼニ間ノンストップとなった。
2018年末に、深夜の1本のみホルジョヴィツェとロキツァニへの停車を開始。
2021年末に、インターシティ(IC)に格上げとなった。ホルジョヴィツェとロキツァニへの停車は一日1.5往復に増加した。
2025年度より、一日1往復を除きスミーホフを経由しないルートとなった。

### 特急「リフリーク(R)」
- ベロウンカ号：　プラハ - プルゼニ - クラトヴィ/ジェレズナー・ルダ
1-2時間に1本の運行。うち一日2往復に限り、183号線に直通する。
過去の運行状況
2014年以前は、4時間サイクルで、プラハ - ヘブの系統（カルジェズ通過）が2本、プラハ - クラトヴィ方面の系統（ズヂツェ通過）が1本というダイヤで、超特急(EC,Ex)と合わせて1時間間隔での運行となっていた。ジェレズナー・ルダ直通便は一日2.5往復であった他、ボロヴィとルジャニは停車列車の方が多かった（一日2.5往復）。カルルシテインとスルブスコは全列車が通過していた。
2014年末に、特別リフリーク(Rx)という種別に変更された。
2017年末に、ヘブ方面の列車がプルゼニまで短縮となった他、プルゼニ - クラトヴィ間が2時間に1本の本数に増発された。クラトヴィ以南への直通列車も一日3往復に増発された。ズヂツェとカルジェズは全て停車となり、ボロヴィとルジャニは通過列車の方が多くなった。
2018年末に、再びリフリーク(R)の種別に変更された。
2019年末に、快速の一部を吸収する形で、クラトヴィ以南で増発され、全線で1-2時間に1本の運行となった。一方、クラトヴィ以南への直通列車は一日2往復に減便となった。
2024年度に限り、1月29日以降、カルルシテインとスルブスコにも停車していた[3]。

- R26系統：　プラハ～ズヂツェ～チェスケー・ブヂェヨヴィツェ　※アリヴァ列車による運行
一日5本の運行。ズヂツェ以南は200号線に直通する。
2020年以前は、一日4往復（週2日に限り5往復）の運行であった。

- ラコヴニツキー・リフリーク号：　プラハ - ベロウン - ラコヴニーク　【春・夏の休日運行】
一日1往復運行する。ベロウン以西は174号線に直通する。
2016年以前は一日1往復の運行であった他、カルルシテインに停車していた。2017年度よりカルルシテイン通過となり、2024年度に限り東行のみの運行であった（西行は173号線経由のルートに変更）。

- 過去の運行系統
  - クラロヴィツキー・リフリーク号：　プラハ - ベロウン - ラコヴニーク　【年5日運行】
2024年に限り、季節限定で年5日に限り、一日1往復運行していた。旧型気動車での運行であった。ベロウン以西は174号線に直通していた。カルルシテインとスルブスコを通過していた。

### 快速「スピェシニー(Sp)」
下記3系統が運行されている。
- ツィクロ・ブルディ号：　プラハ - ズヂツェ - ブラトナー　【春・夏の土曜・休日運行】　　※チェコ鉄道による運行
夏季の休日のみ、一日1往復の運行。ズヂツェ以南は200号線に直通する。
2017年以前は、旧型客車を用いた「オタフスキー・モトラーチェク」号が、ベロウン - ズヂツェ - ピーセク町間に、夏季の日曜日のみ週1往復運行していた。

- ベロウンカ号：　ロキツァニ - クラトヴィ
一日2.5往復の運行。早朝の西行1本のみ、プルゼニ始発で運行される。
過去の運行状況
2017年以前は、プルゼニで系統が分かれていた。プルゼニ以北は一日2.5往復の運行で（うち西行1本は178号線に特急として直通）、フラーストを経由していた。プルゼニ以南は、プルゼニ～クラトヴィ間に、4時間に1本運行していた。うち1.5往復が、ジェレズナー・ルダ・アルジビェチーンまで運行していた。停車駅は現在とほぼ同じであるが、プルジェシチツェ停留所に停車する列車があった他、ボロヴィ、ルジャニは通過する列車もあった。特急と合わせて、2時間間隔となるダイヤが組まれていた。2017年末にプラハ延伸の上特急格上げとなった。現在の快速は、この時のダイヤ改正で新たに増発された列車である。
2017年末に、プルゼニ以南の列車の多くがプラハ延伸の上特急格上げとなった。一方で、一日あたり平日3.5往復、休日南行片道1本が新設された。停車駅はブルジェシチツェ通過、ボロヴィ/ルジャニ停車となった。休日のクラトヴィ方面1本のみがジェレズナー・ルダまで直通していた。
2018年末に、エイポヴィツェ - ドウブラヴカ間新線開通により現在のルートとなった。原則エイポヴィツェにも停車していて、早朝の西行1本に限りドウブラヴカ通過（休日はエイポヴィツェも通過）であった。
2019年末に、プルゼニで分かれていた両系統を統合し、ロキツァニ - クラトヴィ間で一日2.5往復の運行となった。プルゼニ以南では多くの列車が特急に吸収された。
2021年末に、早朝の西行1本がプルゼニ始発となり、他の列車もエイポヴィツェ通過となった。

- ロキツァニ - プルゼニ　【平日運行】
平日限定で、朝・夕方中心の運行。ドウブラフカ通過の列車や、エイポヴィツェ停車の列車も一部設定されている。
2024年度より運行を開始した。

- シュマヴァ号：　プルゼニ - クラトヴィ - ジェレズナー・ルダ・アルジビェチーン　【土曜・休日および夏季・冬季の平日運行】
一日1往復の運行。クラトヴィ以南は183号線に直通する。プルジェシチツェ - クラトヴィ間ノンストップで運行する。
2019年末に夏季・冬季限定で運行を開始した。当時はフルムチャニにも停車していた。2021年末より休日のみ通年運行となり、北行に限りフルムチャニ通過となった。2023年度に、再びフルムチャニ停車となった。

### 普通
下記系統が運行されている。
- プラハ - ベロウン
平日の場合、午前と午後でダイヤが変わる。午前はプラハ～ルジェヴニツェ間が30分間隔、ルジェヴニツェ - ベロウン間が平日1時間、休日30分間隔での運行となる。午後はプラハ - スミーホフ間が毎時2本、スミーホフ - ルジェヴニツェ間が毎時4本（休日は毎時2本）、ルジェヴニツェ - ベロウン間が30分間隔での運行。
過去の運行形態
2015年12月以前はヴェルカー・フフレ、チェルノシツェ・モクロプスィ、フシェノリを通過する便も多数運行されていた。平日午後は、プラハ本駅 - ラドチーン間が毎時4本の運行で、ラドチーン - ルジェヴニツェ間は毎時2本の運行であった。ルジェヴニツェ - ベロウン間は、平日午前が毎時1本、平日午後が毎時2本の運行であった。
2016,17年は、平日も含めてすべての普通列車が各駅に停車していた。
2018年度のみ、平日朝の一部列車がヴェルカー・フフレを通過していた。
2018年末より、平日朝の片道1本のみ、プラハ→ルジェヴニツェ間で快速運転する列車が設定された。途中、スミーホフとラドチーンのみに停車していた。
2019年末より、追加で平日朝のラドチーン行片道3本がヴェルカー・フフレ通過となった。
2021年末より、朝のラドチーン行3本が運行休止。平日に限り、朝の西行と午後・夕方の東行の半数がヴェルカー・フフレ通過となったが、2022年夏以降は全てヴェルカー・フフレ停車となった。
2023年度より、朝の快速運転の列車の停車駅に、ヴェルカー・フフレ、チェルノシツェ、ドボルジホヴィツェが追加された。
2024年度より、カルルシテイン以西は2時間に1本の運行となり、午後・夕方の運行が取りやめられた（代わりに特急がカルルシテイン、スルブスコに停車）。一方、平日午前のルジェヴニツェ止まりの列車の大部分がカルルシテインまで延伸され、平日午後のプラハ - ルジェヴニツェ間の列車はスミーホフ - ルジェヴニツェ間に短縮された[3]。また、朝の快速運転の列車は各駅停車となった。
2025年度より、再びルジェヴニツェ - ベロウン間が30分間隔（平日午前は60分間隔）の運行となった。

- ベロウン～プルゼニ
2時間間隔での運行。
2018年以前は、エイポヴィツェ - ドウブラヴカ間でフラーストを経由していたが、エイポヴィツェ - ドウブラヴカ間新線開通により現在のルートとなった。

- ベロウン～ズヂツェ～プロチヴィーン
2時間間隔での運行。ズヂツェ以南は200号線に直通する。

- ロキツァニ - プルゼニ - プルジェシチツェ ( - クラトヴィ)
2時間に1本の運行。プルジェシチツェ以南は、一日あたり平日2往復、休日1往復に限られる。一日1往復のみ、183号線から直通する。ドブルジャニ停留所は大部分が通過する。
過去の運行状況
2018年以前は、2時間に1本の運行で、全列車がドブルジャニ以南各駅に停車していた他、ヴァルハにも一部に限り停車していた。原則プルゼニ以南の運行で、ロキツァニ方面には一部のみ直通していた。
2019年度に限り、半数がプルジェシチツェ以南で快速相当の停車駅で運行される様になった。
2019年末に、一日あたり平日8往復、休日5往復の運行に減便された。プルジェシチツェ以南は一日あたり平日2往復、休日1往復となり、再びプルジェシチツェ以南各駅停車となった。183号線との直通は北行片道1本のみとなった。
2020年末に、休日の本数が、一日3-4往復に減便された。
2021年末に、再び2時間に1本の本数に増発され、原則ロキツァニまで運行する様になった。またヴァルハは全列車通過となった。
2024年度より、南行一日1本が183号線への直通を開始した。

- 過去の運行形態
  - ベロウン/カルルシテイン～プラハ本駅～チェスキー・ブロド
朝と夕方を中心に、プラハ発着便に代わって運行していた。011号線と直通していた。2022年以前は原則ラドチーンやルジェヴニツェ以東の運行であった。
2023年度より、多くがベロウンやカロルシテインまで延伸となった。
2025年度より011号線との直通を取りやめ、運行休止。

### 臨時列車
- 臨時レイルジェット（超特急） 
秋に年1日、プラハ - プルゼニ - チェスケー・ブヂェヨヴィツェ間に1往復運行する。プルゼニ以南は190号線に直通する。プラハ - プルゼニ間ノンストップ。2018年運行。

- クルジヴォクラート・エクスプレス号 (特急)
蒸気機関車。年8日のみ、スミーホフ - ベロウン - ルジナー間に一日1往復運行する。ベロウン以西は174号線と直通する他、スミーホフ以東は夏～秋の年3日に限り、プラハ本駅に乗り入れず、短絡線経由で210号線のブラニークまで乗り入れる。停車駅も特急同様、スミーホフ - ベロウン間ノンストップである。
2017年は、年5日の運行で、うち3日がスミーホフ発着、2日がブラニーク発着であった。2018年は、スミーホフ発着が春季に2日、ブラニーク発着が夏～秋に2日、プラハ本駅発着が秋に1日の運行であった。

- 蒸気機関車 (普通)
春季の年2日のみ、スミーホフ → ベロウン → ルジナー間に片道1本運行する。ベロウン以西は174号線と直通する。途中、スミーホフ - ベロウン間ノンストップである。2018年運行。

### 過去の運行系統
- 超特急「スーパーシティ(SC)」
現在のインターシティ(IC)の前身。オストラヴァ～プラハ～ベロウン～ヘブ間に、2往復が運行されていた。ベロウン以東は171号線・010号線に直通していた。また、うち1往復のみ、148号線のフランチシコヴィ・ラーズニェまで乗り入れていた。2017年末に、インターシティ(IC)に格下げとなり、自由席の利用が可能となった。

- 超特急「ユーロシティ(EC)」
2014年末 - 2017年の設定。プラハ～プルゼニ～ミュンヘン間に、一日2往復運行されていた。同じ停車駅のエクスプレス(Ex)と合わせて4時間間隔での運行であった。プルゼニ以西は180号線に直通し、ドイツとの国境を越え、ドイツ国内では、アリヴァ・レンダーバーン・エクスプレス（ALEX）として運行されていた。エクスプレス(Ex)とは同じ停車駅であったが、ビストロ付き・車内Wi-fiあり等の違いがあった。
2014年以前はエクスプレス(Ex)として運行していて、ベロウン、ホルジョヴィツェ、ロキツァニにも停車していた。2017年末に、ビストロ車両、子供用スペース、女性用スペースをなくし、エクスプレス(Ex)に再び格下げとなった。

- 特急「LEOエクスプレス(LE)」
  - プラハ - プルゼニ
2020年の夏・秋に限り、一日2往復運行していた。途中、スミーホフ、ベロウン、ロキツァニに停車していた。

## 駅一覧
以下では、チェコ国鉄170号線の駅と営業キロ、停車列車、接続路線などを一覧表で示す。プラハ～ベロウン間については、特急停車駅のみ掲載。この区間についての詳細は171号線の記事を参照。
- 種別
  - IC：超特急「インターシティ」
  - Ex：超特急「エクスプレス」
  - Rx：特急「特別リフリーク」
  - R：特急「リフリーク」
  - Sp：快速
  - Os：普通
- 停車駅
  - ■印：全列車停車
  - ●印：一部通過
  - ○印：一部停車
  - ｜印：全列車通過

| 路線名 | 駅名                                   | 駅間営業キロ | 累計営業キロ       | 累計営業キロ          | 累計営業キロ  | EC | IC | R  | Sp | Os | 接続路線 | 所在地         | 所在地       |
| ------ | -------------------------------------- | ------------ | ------------------ | --------------------- | ------------- | -- | -- | -- | -- | -- | --- | -------------- | ------------ |
| 171    | プラハ本駅                             |              | プラハ本駅から 0.0 | スミーホフ分岐点 -4.1 |               | ■  | ■  | ■  | ■  | ■  | 010号線（トルジェボヴァー方面） 070号線（ボレスラフ方面）、090号線（ベルリン方面） 210号線（ドブルジーシ方面）、221号線（ブヂェヨヴィツェ方面） 231号線（フラデツ方面） 地下鉄C線（ラードヴィー方面、ハーイェ方面） | プラハ市       | プラハ市     |
| 171    | プラハ・スミーホフ駅                   |              | 4.6                | 0.5                   |               | ｜ | ○  | ■  | ■  | ■  | 122号線（ホスチヴィツェ方面）、173号線（ルドナー方面） 地下鉄B線（チェルニー・モスト方面、ズリチーン方面） | プラハ市       | プラハ市     |
| 171    | ヴェルカー・フルフレ駅                 | 6.3          | 10.9               | 6.8                   |               | ｜ | ｜ | ｜ | ｜ | ■  | | プラハ市       | プラハ市     |
| 171    | ラドチーン駅                           | 3.0          | 13.9               | 9.8                   |               | ｜ | ｜ | ｜ | ｜ | ■  | | プラハ市       | プラハ市     |
| 171    | チェルノシツェ駅                       | 4.5          | 18.4               | 14.3                  |               | ｜ | ｜ | ｜ | ｜ | ■  | | 中央ボヘミア州 | 西プラハ郡   |
| 171    | チェルノシツェ・モクロプスィ駅         | 1.5          | 19.9               | 15.8                  |               | ｜ | ｜ | ｜ | ｜ | ■  | | 中央ボヘミア州 | 西プラハ郡   |
| 171    | フシェノリ駅                           | 2.5          | 22.4               | 18.3                  |               | ｜ | ｜ | ｜ | ｜ | ■  | | 中央ボヘミア州 | 西プラハ郡   |
| 171    | ドブルジホヴィツェ駅                   | 1.4          | 23.8               | 19.7                  |               | ｜ | ｜ | ｜ | ｜ | ■  | | 中央ボヘミア州 | 西プラハ郡   |
| 171    | ルジェヴニツェ駅                       | 3.8          | 27.6               | 23.5                  |               | ｜ | ｜ | ｜ | ｜ | ■  | | 中央ボヘミア州 | 西プラハ郡   |
| 171    | ザドニー・トルジェバニ駅               | 2.7          | 30.3               | 26.2                  |               | ｜ | ｜ | ｜ | ｜ | ■  | 172号線（ロホヴィツェ方面） | 中央ボヘミア州 | ベロウン郡   |
| 171    | カルルシテイン駅                       | 3.5          | 33.8               | 29.7                  |               | ｜ | ｜ | ｜ | ｜ | ■  | | 中央ボヘミア州 | ベロウン郡   |
| 171    | スルブスコ駅                           | 3.8          | 37.6               | 33.5                  |               | ｜ | ｜ | ｜ | ｜ | ■  | | 中央ボヘミア州 | ベロウン郡   |
| 170    | ベロウン駅                             | 4.8          | 42.4               | 38.3                  |               | ｜ | ｜ | ■  | ■  | ■  | 173号線（ルドナー方面）、174号線（ラコヴニーク方面） | 中央ボヘミア州 | ベロウン郡   |
| 170    | クラールーフ・ドヴール駅               | 3.6          | 46.0               | 41.9                  |               | ｜ | ｜ | ｜ | ｜ | ■  | | 中央ボヘミア州 | ベロウン郡   |
| 170    | クラールーフ・ドヴール・ポポヴィツェ駅 | 2.2          | 48.2               | 44.1                  |               | ｜ | ｜ | ｜ | ｜ | ■  | | 中央ボヘミア州 | ベロウン郡   |
| 170    | ズヂツェ駅                             | 3.8          | 52.0               | 47.9                  |               | ｜ | ｜ | ■  | ■  | ■  | 200号線（ピーセク方面） | 中央ボヘミア州 | ベロウン郡   |
| 170    | スタショフ駅                           | 3.3          | 55.3               | 51.2                  |               | ｜ | ｜ | ｜ |    | ■  | | 中央ボヘミア州 | ベロウン郡   |
| 170    | プラスコレスィ駅                       | 3.0          | 58.3               | 54.2                  |               | ｜ | ｜ | ｜ |    | ■  | | 中央ボヘミア州 | ベロウン郡   |
| 170    | ホルジョヴィツェ駅                     | 4.1          | 62.4               | 58.3                  |               | ｜ | ○  | ■  |    | ■  | | 中央ボヘミア州 | ベロウン郡   |
| 170    | ツェルホヴィツェ駅                     | 5.8          | 68.2               | 64.1                  |               | ｜ | ｜ | ｜ |    | ■  | | 中央ボヘミア州 | ベロウン郡   |
| 170    | カルジェズ駅                           | 5.3          | 73.5               | 69.4                  |               | ｜ | ｜ | ■  |    | ■  | | プルゼニ州     | ロキツァニ郡 |
| 170    | カルジーゼク駅                         | 2.5          | 76.0               | 71.9                  |               | ｜ | ｜ | ｜ |    | ■  | | プルゼニ州     | ロキツァニ郡 |
| 170    | ミート駅                               | 2.9          | 78.9               | 74.8                  |               | ｜ | ｜ | ｜ |    | ■  | | プルゼニ州     | ロキツァニ郡 |
| 170    | ホロウブコフ駅                         | 3.1          | 82.0               | 77.9                  |               | ｜ | ｜ | ｜ |    | ■  | | プルゼニ州     | ロキツァニ郡 |
| 170    | スヴォイコヴィツェ駅                   | 3.9          | 85.9               | 81.8                  |               | ｜ | ｜ | ｜ |    | ■  | | プルゼニ州     | ロキツァニ郡 |
| 170    | ロキツァニ駅                           | 5.2          | 91.1               | 87.0                  |               | ｜ | ○  | ■  | ■  | ■  | 175号線（プルジーコシツェ方面） | プルゼニ州     | ロキツァニ郡 |
| 170    | クラバヴァ駅                           | 4.2          | 95.3               | 91.2                  |               | ｜ | ｜ | ｜ | ｜ | ●  | | プルゼニ州     | ロキツァニ郡 |
| 170    | エイポヴィツェ駅                       | 1.9          | 97.2               | 93.1                  |               | ｜ | ｜ | ｜ | ○  | ●  | 176号線（ラドニツェ方面） | プルゼニ州     | ロキツァニ郡 |
| 170    | プルゼニ・ドウブラフカ駅               | 7.9          | 105.1              | 101.0                 |               | ｜ | ｜ | ｜ | ●  | ●  | | プルゼニ州     | プルゼニ市   |
| 170    | プルゼニ本駅                           | 2.6          | 107.7              | 103.6                 | ルダから 97.4 | ■  | ■  | ■  | ■  | ■  | 160号線（モスト方面） 177号線（ヘブ方面）、180号線（ミュンヘン方面） 191号線（ブルノ方面） | プルゼニ州     | プルゼニ市   |
| 170    | プルゼニ停留所                         | 1.5          | 109.2              |                       | 95.9          |    |    | ■  | ■  | ■  | | プルゼニ州     | プルゼニ市   |
| 170    | プルゼニ・ドウドレフツェ駅             | 1.9          | 111.1              |                       | 94.0          |    |    | ｜ | ｜ | ■  | | プルゼニ州     | プルゼニ市   |
| 170    | プルゼニ・ヴァルハ駅（休止中 *1）      |              |                    |                       | 89.9          |    |    | ｜ | ｜ | ｜ | | プルゼニ州     | プルゼニ市   |
| 170    | ドブルジャニ停留所                     | 7.8          | 118.9              |                       | 86.2          |    |    | ｜ | ｜ | ○  | | プルゼニ州     | プルゼニ南郡 |
| 170    | ドブルジャニ駅                         | 3.2          | 122.1              |                       | 83.0          |    |    | ■  | ■  | ■  | | プルゼニ州     | プルゼニ南郡 |
| 170    | フルムチャニ・ウ・ドブルジャン駅       | 4.3          | 126.4              |                       | 78.7          |    |    | ■  | ■  | ■  | | プルゼニ州     | プルゼニ南郡 |
| 170    | プルジェシチツェ停留所                 | 2.8          | 129.2              |                       | 75.9          |    |    | ○  | ｜ | ■  | | プルゼニ州     | プルゼニ南郡 |
| 170    | プルジェシチツェ駅                     | 3.5          | 132.7              |                       | 72.4          |    |    | ■  | ■  | ■  | | プルゼニ州     | プルゼニ南郡 |
| 170    | ルジャニ駅                             | 3.3          | 136.0              |                       | 69.1          |    |    | ○  | ●  | ■  | | プルゼニ州     | プルゼニ南郡 |
| 170    | ボロヴィ駅                             | 2.7          | 138.7              |                       | 66.4          |    |    | ○  | ●  | ■  | | プルゼニ州     | プルゼニ南郡 |
| 170    | チェルヴェネー・ポルジーチー駅         | 3.8          | 142.5              |                       | 62.6          |    |    | ｜ | ｜ | ■  | | プルゼニ州     | クラトヴィ郡 |
| 170    | シヴィーホフ・ウ・クラトフ駅           | 2.9          | 145.4              |                       | 59.7          |    |    | ■  | ●  | ■  | | プルゼニ州     | クラトヴィ郡 |
| 170    | デフチーン駅                           | 2.7          | 148.1              |                       | 57.0          |    |    | ｜ | ｜ | ■  | | プルゼニ州     | クラトヴィ郡 |
| 170    | トチニーク駅                           | 3.5          | 151.6              |                       | 53.5          |    |    | ｜ | ｜ | ■  | | プルゼニ州     | クラトヴィ郡 |
| 170    | クラトヴィ駅                           | 4.3          | 155.9              |                       | 49.2          |    |    | ■  | ■  | ■  | 183号線（ジェレズナー・ルダ方面） 185号線（ドマジリツェ方面、ホラジヂョヴィツェ方面） | プルゼニ州     | クラトヴィ郡 |

### 廃止区間（フラースト - ドウブラヴカ）
2018年時点での停車駅を以下に記す。
- 種別
  - Sp：快速
  - Os：普通
- 停車駅
  - ■印：全列車停車
  - ●印：一部通過
  - ○印：一部停車
  - ｜印：全列車通過

| 路線名 | 駅名                         | 駅間営業キロ | 累計営業キロ              | Sp | Os | 接続路線                                      | 所在地     | 所在地     |
| ------ | ---------------------------- | ------------ | ------------------------- | -- | -- | --------------------------------------------- | ---------- | ---------- |
| 170    | フラースト・ウ・プルズニェ駅 | -            | スミーホフ分岐点から 97.9 | ●  | ■  | 176号線（ラドニツェ方面、エイポヴィツェ方面） | プルゼニ州 | プルゼニ市 |
| 170    | プルゼニ・ドウブラフカ駅     | 9.1          | 107.0                     | ●  | ■  | プルゼニ方面、ベロウン方面                    | プルゼニ州 | プルゼニ市 |

(*1): 2021年12月休止。